# SQL
SQL (sigla de Structured Query Language; em português linguagem de consulta estruturada) é uma linguagem de domínio específico desenvolvida para gerenciar dados relacionais em um sistema de gerenciamento de banco de dados, ou para processamento de fluxo de dados em um sistema de gerenciamento de fluxo de dados.

## História
O SQL foi desenvolvido originalmente no início dos anos 70 nos laboratórios da IBM em San Jose, dentro do projeto System R, que tinha por objetivo demonstrar a viabilidade da implementação do modelo relacional proposto por E. F. Codd. O nome original da linguagem era SEQUEL, acrônimo para "Structured English Query Language" (Linguagem de Consulta Estruturada, em Inglês), vindo daí o facto de, até hoje, a sigla, em inglês, ser comumente pronunciada "síquel" ao invés de "és-kiú-él", letra a letra. No entanto, em português, a pronúncia mais corrente é letra a letra: "ésse-quê-éle".
Embora o SQL tenha sido originalmente criado pela IBM, rapidamente surgiram vários "dialetos" desenvolvidos por outros produtores. Essa expansão levou à necessidade de ser criado e adaptado um padrão para a linguagem. Esta tarefa foi realizada pela American National Standards Institute (ANSI) em 1986 e ISO em 1987.
O SQL foi revisto em 1992 e a esta versão foi dado o nome de SQL-92. Foi revisto novamente em 1999 e 2003 para se tornar SQL:1999 (SQL3) e SQL:2003, respectivamente. O SQL:1999 usa expressões regulares de emparelhamento, queries recursivas e gatilhos (triggers). Também foi feita uma adição controversa de tipos não-escalados e algumas características de orientação a objeto. O SQL:2003 introduz características relacionadas ao XML, sequências padronizadas e colunas com valores de auto-generalização (inclusive colunas-identidade).
Outra aproximação é permitir para código de idioma procedural ser embutido e interagir com o banco de dados. Por exemplo, o Oracle e outros incluem Java na base de dados, enquanto o PostgreSQL permite que funções sejam escritas em Perl, Tcl, ou C, entre outras linguagens.

## Exemplo 1
A pesquisa SELECT * FROM T, no exemplo da tabela à direita acima, terá como resultado todos os elementos de todas as linhas da tabela chamada T. Partindo da mesma tabela T, a pesquisa SELECT C1 FROM T terá como resultado todos os elementos da coluna C1 da tabela T. O resultado da pesquisa SELECT * FROM T WHERE C1=1 será todos os elementos de todas as linhas onde o valor de coluna C1 é '1'.

## Exemplo 2
Exemplo básico de verificação se tabela existe em SQL:
```
IF
 
(
EXISTS
 
(
SELECT
 
*
 

                 
FROM
 
INFORMACAO
.
TABELA
 

                 
WHERE
 
ESQUEMA_TABELA
 
=
 
'Esquema da Tabela'
 

                 
AND
  
NOME_TABELA
 
=
 
'Nome da Tabela'
))

BEGIN

    
--Faça a rotina SQL aqui...

END

```

## Subconjuntos do SQL
A linguagem SQL é dividida em subconjuntos de acordo com as operações que queremos efetuar sobre um banco de dados, tais como:

### DML - Linguagem de Manipulação de Dados
O primeiro grupo é a DML (Data Manipulation Language - Linguagem de manipulação de dados). DML é um subconjunto da linguagem SQL que é utilizado para realizar inclusões, consultas, alterações e exclusões de dados presentes em registros. Estas tarefas podem ser executadas em vários registros de diversas tabelas ao mesmo tempo. Os comandos que realizam respectivamente as funções acima referidas são INSERT, UPDATE e DELETE.
| função     | comandos SQL | descrição do comando                                                             | exemplo                                                                           |
| ---------- | ------------ | -------------------------------------------------------------------------------- | --------------------------------------------------------------------------------- |
| inclusões  | INSERT       | é usada para inserir um registro (formalmente uma tupla) a uma tabela existente. | INSERT INTO Pessoa (id, nome, sexo) VALUE;                                        |
| alterações | UPDATE       | para mudar os valores de dados em uma ou mais linhas da tabela existente.        | UPDATE Pessoa SET data_nascimento = '11 de setembro de 1985' WHERE id_pessoa = 7; |
| exclusões  | DELETE       | permite remover linhas existentes de uma tabela.                                 | DELETE FROM pessoa WHERE id_pessoa = 7;                                           |

É possível inserir dados na tabela Area usando o INSERT INTO:
INSERT INTO Area (arecod, aredes) VALUES (100, "Informática"), (200, "Turismo"), (300, "Higiene e Beleza");

### DDL - Linguagem de Definição de Dados
O segundo grupo é a DDL (Data Definition Language - Linguagem de Definição de Dados). Uma DDL permite ao utilizador definir tabelas novas e elementos associados. A maioria dos bancos de dados de SQL comerciais tem extensões proprietárias no DDL.
Os comandos básicos da DDL são poucos:
- CREATE: cria um objeto (uma tabela, por exemplo) dentro da base de dados.
- DROP: apaga um objeto do banco de dados.

Alguns sistemas de banco de dados usam o comando ALTER, que permite ao usuário alterar um objeto, por exemplo, adicionando uma coluna a uma tabela existente.
Outros comandos DDL:
- CREATE TABLE
- CREATE INDEX
- CREATE VIEW
- ALTER TABLE
- ALTER INDEX
- DROP INDEX
- DROP VIEW

### DCL - Linguagem de Controle de Dados
O terceiro grupo é o DCL (Data Control Language - Linguagem de Controle de Dados). DCL controla os aspectos de autorização de dados e licenças de usuários para controlar quem tem acesso para ver ou manipular dados dentro do banco de dados.
Duas palavras-chaves da DCL:
- GRANT - autoriza ao usuário executar ou setar operações.
- REVOKE - remove ou restringe a capacidade de um usuário de executar operações.

### DTL - Linguagem de Transação de Dados
- BEGIN WORK - (ou BEGIN TRANSACTION, dependendo do dialeto SQL) - pode ser usado para marcar o começo de uma transação de banco de dados que pode ser completada ou não.
- COMMIT - finaliza uma transação dentro de um sistema de gerenciamento de banco de dados.
- ROLLBACK - faz com que as mudanças nos dados existentes desde o último COMMIT ou ROLLBACK sejam descartadas.

COMMIT e ROLLBACK interagem com áreas de controle como transação e locação. Ambos terminam qualquer transação aberta e liberam qualquer cadeado ligado a dados. Na ausência de um BEGIN WORK ou uma declaração semelhante, a semântica de SQL é dependente da implementação.

### DQL - Linguagem de Consulta de Dados
Embora tenha apenas um comando, a DQL é a parte da SQL mais utilizada. O comando SELECT permite ao usuário especificar uma consulta ("query") como uma descrição do resultado desejado. Esse comando é composto de várias cláusulas e opções, possibilitando elaborar consultas das mais simples às mais elaboradas.
| Função    | Comandos SQL | Descrição do comando                                                                                   | Exemplo               |
| --------- | ------------ | --- | --------------------- |
| consultas | SELECT       | O Select é o principal comando usado em SQL para realizar consultas a dados pertencentes a uma tabela. | Select * From Pessoa; |

## Palavras-chave em SQL

### Cláusulas
As cláusulas são condições de modificação utilizadas para definir os dados que deseja selecionar ou modificar em uma consulta:
- FROM – Utilizada para especificar a tabela, que se vai selecionar os registros.
- WHERE – Utilizada para especificar as condições que devem reunir os registros que serão selecionados.
- GROUP BY – Utilizada para separar os registros selecionados em grupos específicos.
- HAVING – Utilizada para expressar a condição que deve satisfazer cada grupo.
- ORDER BY – Utilizada para ordenar os registros selecionados com uma ordem especifica.
- DISTINCT – Utilizada para selecionar dados sem repetição.
- UNION – combina os resultados de duas consultas SQL em uma única tabela para todas as linhas correspondentes.

### Operadores Lógicos
- AND – E lógico. Avalia as condições e devolve um valor verdadeiro caso ambos sejam corretos.
- OR – OU lógico. Avalia as condições e devolve um valor verdadeiro se algum for correto.
- NOT – Negação lógica. Devolve o valor contrário da expressão.

### Operadores relacionais
O SQL possui operadores relacionais, que são usados para realizar comparações entre valores, em estruturas de controle.
| Operador | Descrição      | Exemplos                                           | Exemplos                                                                                                   |
| -------- | -------------- | -------------------------------------------------- | --- |
| <        | Menor          | SELECT * FROM informacao.tabela WHERE idade < 18;  | Seleciona todos os registros na "tabela" que possuem o campo "idade" com valores menores que 18.           |
| >        | Maior          | SELECT * FROM informacao.tabela WHERE idade > 18;  | Seleciona todos os registros na "tabela" que possuem o campo "idade" com valores maiores que 18.           |
| <=       | Menor ou igual | SELECT * FROM informacao.tabela WHERE idade <= 18; | Seleciona todos os registros na "tabela" que possuem o campo "idade" com valores menores ou iguais à 18.   |
| >=       | Maior ou igual | SELECT * FROM informacao.tabela WHERE idade >= 18; | Seleciona todos os registros na "tabela" que possuem o campo "idade" com valores maiores ou iguais à 18.   |
| =        | Igual          | SELECT * FROM informacao.tabela WHERE idade = 18;  | Seleciona todos os registros na "tabela" que possuem o campo "idade" com valores exatamente iguais à 18.   |
| <>       | Diferente      | SELECT * FROM informacao.tabela WHERE idade <> 18; | Seleciona todos os registros na "tabela" que possuem o campo "idade" com valores que são diferentes de 18. |

- BETWEEN – Utilizado para especificar valores dentro de um intervalo fechado.
- LIKE – Utilizado na comparação de um modelo e para especificar registros de um banco de dados. "Like" + extensão % significa buscar todos resultados com o mesmo início da extensão.
- IN - Utilizado para verificar se o valor procurado está dentro de um« »a lista. Ex.: valor IN (1,2,3,4).

### Funções de Agregação
As funções de agregação, como os exemplos abaixo, são usadas dentro de uma cláusula SELECT em grupos de registros para devolver um único valor que se aplica a um grupo de registros:
- AVG – Utilizada para calcular a média dos valores de um campo determinado.
- COUNT – Utilizada para devolver o número de registros da seleção.
- SUM – Utilizada para devolver a soma de todos os valores de um campo determinado.
- MAX – Utilizada para devolver o valor mais alto de um campo especificado.
- MIN – Utilizada para devolver o valor mais baixo de um campo especificado.
- STDDEV - Utilizada para funções estatísticas de desvio padrão
- VARIANCE - Utilizada para funções estatísticas de variância

## Sistemas de Banco de Dados que usam SQL
- Sybase Advantage Database Server
- Apache Derby
- Caché
- DB2
- Dataflex [2]
- Firebird
- HSQLDB (banco de dados implementado em Java)
- IDMS (banco de dados hierárquico)
- IMS (banco de dados hierárquico)
- Informix
- Ingres
- InterBase
- Microsoft Access
- Microsoft SQL Server
- MySQL
- Oracle
- PointBase Micro (banco de dados relacional implementado em Java)
- PostgreSQL
- SQLite
- LiteBase Mobile (dedicado à plataformas móveis como: Palm OS, Pocket PC, WinCE, Symbian)
- Sybase Adaptive Server Enterprise
- Teradata (primeiro RDBMS com arquitetura paralela do mercado)